# Lydina ussuricola
Lydina ussuricola là một loài ruồi trong họ Tachinidae.